# Sergestidae
Sergestidae (лат.) — семейство десятиногих раков (Decapoda), из надсемейства Sergestoidea подотряда Dendrobranchiata. Распространены в морских водах по всему миру. Часть видов являются объектами промысла.
Представители семейства ведут детритоядно-планктонный образ жизни. Его происхождение восходит как минимум к середине юрского периода.

## Классификация
Это семейство состоит как минимум из 19 родов, некоторые из которых известны только по ископаемым остаткам:
- Acetes H. Milne Edwards, 1830
- Allosergestes Judkins & Kensley, 2008
- Casertanus Bravi et al., 2014 †
- Challengerosergia Vereshchaka, Olesen & Lunina, 2014
- Cornutosergestes Vereshchaka, Olesen & Lunina, 2014
- Cretasergestes Garassino & Schweigert, 2006 †
- Deosergestes Judkins & Kensley, 2008
- Eusergestes Judkins & Kensley, 2008
- Gardinerosergia Vereshchaka, Olesen & Lunina, 2014
- Lucensosergia Vereshchaka, Olesen & Lunina, 2014
- Neosergestes Judkins & Kensley, 2008
- Paleomattea Maisey & G. P. de Carvalho, 1995 †
- Parasergestes Judkins & Kensley, 2008
- Peisos Burkenroad, 1945
- Petalidium Spence Bate, 1881
- Phorcosergia Vereshchaka, Olesen & Lunina, 2014
- Prehensilosergia Vereshchaka, Olesen & Lunina, 2014
- Robustosergia Vereshchaka, Olesen & Lunina, 2014
- Scintillosergia Vereshchaka, Olesen & Lunina, 2014
- Sergestes H. Milne Edwards, 1830 typus
- Sergia Stimpson, 1860
- Sicyonella Borradaile, 1910